# Sargento Berry
Sargento Berry es una comedia alemana del oeste de 1938 dirigida por Herbert Selpin y protagonizada por Hans Albers, Toni von Bukovics y Peter Voß. Se basó en una novela de Robert Arden.
Los decorados de la película fueron diseñados por el director artístico Paul Markwitz y Fritz Maurischat.

## Sinopsis
Un duro policía de Chicago es enviado a una peligrosa misión en la región fronteriza entre México y Estados Unidos.

## Protagonistas
- Hans Albers como Sargento Mecki Berry
- Toni von Bukovics como la madre de Berry
- Peter Voß como Oberst Turner
- Edwin Jürgensen como Madison
- Gerd Höst como Amely Madison
- Alexander Golling como Evans
- Alexander Engel como Gómez
- Herbert Hübner como Don Antonio de García
- Herma Relin como Ramona
- Werner Scharf como Don José
- Erich Ziegel como Cónsul Erasmus Smith
- Hanni Weisse como la esposa del cónsul
- Hans Stiebner como Carlo
- Kurt Seifert como Alcalde jefe de policía
- Hertha von Walther como Juanita
- Erich Dunskus como Grenzpolizeiinspektor
- Annemarie Schreiner como Zofe Ramonas
- Toni Färber como US-Grenzbeamter
- Friedrich Gnaß como Chicago-Gangsterboss Duffy
- Fred Goebel como Portero de Hotel
- Reginald Pasch como Schmuggler Blandy
- Louis Ralph como Gangster
- Arthur Reinhardt como Schmuggler Big
- Arnulf Schröder como Pedro, Ayudante de Alcaldes
- Heinz Wemper como Jefe del gángster
- Manfred Meurer como Don Antonios Angestellter
- Helmuth Heyne como un Raufbold
- Jac Diehl como Hotelgast
- Mohamed Husen como el patrón del club nocturno de Chicago
- Louis Brody como vecino de Berry